# NGC 4408
NGC 4408 is een lensvormig sterrenstelsel in het sterrenbeeld Hoofdhaar. Het hemelobject werd op 21 april 1865 ontdekt door de Deens-Duitse astronoom Heinrich Louis d’Arrest.

## Synoniemen
- PGC 40668
- ZWG 158.107